# Bodoland

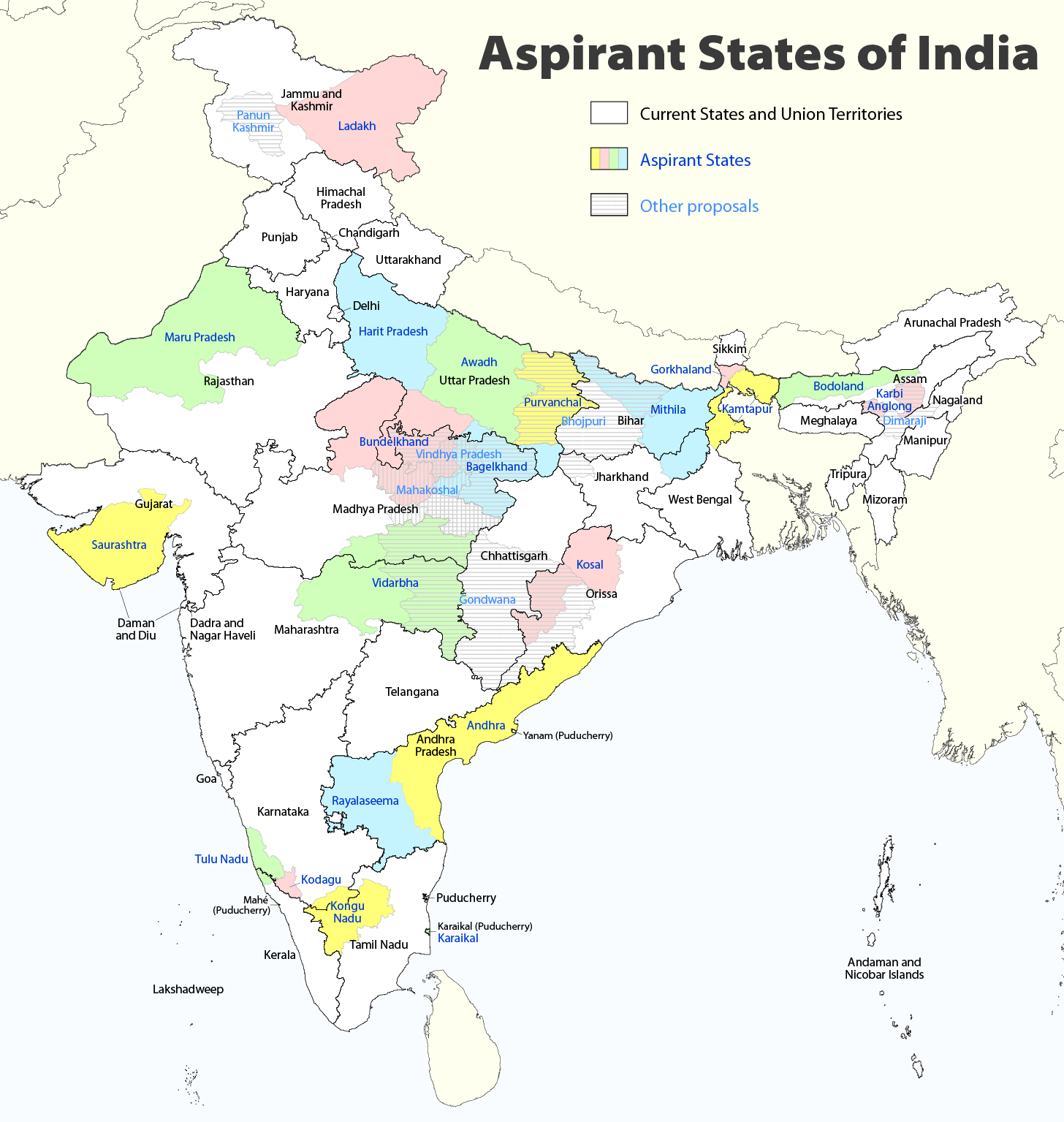
Localisation du Bodoland

Le Bodoland (bodo : बड़ोलेण्ड) est une région proposée de l’Assam, dans le nord-est de l’Inde, au Nord du Brahmapoutre, situé sur les contreforts du Bhoutan et de l'Arunachal Pradesh, elle est majoritairement habitée par les Bodos.
Le Front démocratique national de Bodoland (FDNB) lutte parfois violemment pour l'indépendance de cette région. En mai 2005, 32 musulmans ont été tués pendant leur sommeil dans la région, poussant à un exode d'environ 5 000 personnes de la région.